# Castellvell de la Marca
El Castell Vell o Castellvell de la Marca s'alça 468 metres damunt d'un turó encinglerat en un dels contraforts orientals de la serra del Montmell, sota del qual hi ha les Cases Noves de la Riera formant part de l'ajuntament de Castellví de la Marca. Pren el nom de Castellot i des d'ell s'albira una extensa panoràmica de la plana baixa del Penedès.
La seva situació fou estratègicament inigualable, perquè controlava la frontera castellera envers els musulmans establerts a les terres tarragonines i feia d'enllaç amb la marca castellera del Gaià a través dels castells de Marmellar i del Montmell. Per l'altra banda, el castell està connectat amb els de Mediona, Font-rubí, Pontons, Torrelles i Sant Martí de Sarroca per la serralada més interior, i pel de Gelida, Subirats i Olèrdola en la més propera a la costa. Al seu peu s'anaren edificant els castells de la plana com foren el de Banyeres, Llorenç, Santa Oliva, la Bisbal i Calafell, entre d'altres.

## Història
Aquest castell va ser el centre, juntament amb el Castell Vell de Rosanes, d'un dels llinatges feudals més importants de la marca del Penedès, els Castellvell. S'esmenta per primer cop l'any 977 en què fou venut pel comte Borrell de Barcelona a Unifred i posteriorment, l'any 990, amb motiu d'una venda dels germans Calabuig i Guazamir (o Guadamir) a Senfred. Tanmateix el 1023, el castell era dels comtes de Barcelona Berenguer Ramon I i la seva muller Sança que el vengueren a Guillem I de Castellvell, posseïdor de Castellvell de Rosanes i senyor del castell de la Guàrdia de Montserrat. L'existència d'aquests dos castells dins d'una mateixa baronia, i amb una mateixa denominació, duu a confusió en alguns casos sobre quin és quin en la documentació relacionada amb ells. Amb tot, sembla que el que apareix sovint com a «Castro Vetulo» és el de Castellví de la Marca.
L'any 1213 denominació d'aquest castell encara mantenia el mot «extrem» sota la forma de «Castri Veteris Extremerii» tot i que posteriorment també arriba a ser conegut com a Castellvell del Penedès (1221). Durant aquest segle xiii les preferències de la família Castellvell se centraren entorn del Castellví de la Marca, fixant-hi Guillema de Castellvell la seva residència. Guillema es casà en primeres núpcies amb Guillem Ramon I de Montcada, el 1228, fet pel qual la baronia de Castellvell passà a dependre de la casa dels Montcada a través del seu fill Guillem de Montcada, vescomte de Bearn. Durant tres generacions pertangué als Montcada fins que s'extingí amb una altra Guillema de Montcada el 1309 passant al seu nebot Gascó d'Armanyac Vescompte de Fesensaguet i uns anys després als comtes de Foix.
Martí l'Humà mostrà interès en què aquest castell i el seu terme passés a dependre de Barcelona donant ordres al veguer de Barcelona i del Vallès (1399) que posés a subhasta el castell i la seva jurisdicció proposant als consellers de Barcelona que accedissin a efectuar la compra. Castell i baronia havien estat confiscats als Foix passant a dependre de la corona catalana. Les darreres notícies documentals del castell daten del 1481 quan el rei Ferran el Catòlic ordenà al veguer de Vilafranca que restituís a la princesa de Viana, tutora del rei de Navarra, la baronia de Castellví de la Marca. La baronia passà als Zúñiga (1549) i després als Fajardo (1618). El 1856 passà als Cavero, comtes de Sobradiel, essent el darrer senyor jurisdiccional Francisco de Borja Alvarez de Toledo y Osorio. El castell, però, ja força abans va restar abandonat fins a quedar les restes que avui podem veure dempeus.

## Arquitectura
Ens queda força malmesa la torre rodona de l'homenatge, d'un diàmetre intern de 220 cm, gruix del mur de 165 cm i una alçada de 10 m. A uns 8,5 m hi ha una obertura de la qual es veuen els muntants fets amb pedres treballades. L'aparell constructiu, molt irregular a la part baixa amb pedres de diverses mides unides per un morter força dur i amb carreus petits treballats a la part alta. També s'hi veuen restes d'un «opus spicatum» força barroer. Cal destacar que l'esmentada torre era utilitzada com a senya pels pescadors del litoral
i per aquest motiu arribà a ser emblanquinada.
La torre tenia tres pisos. L'inferior era destinat a magatzem. El del mig era l'habitacle del castlà on s'hi entrava per una escala exterior que podia ser retirada en cas d'atac. El pis superior era per als soldats. Entre tots només eren deu o quinze persones. Posteriorment, s'edificà la resta del castell del qual només en queden una possible cisterna al sud, un mur a la banda nord i est i restes d'una torre d'angle de tres quarts de cercle amb diverses espitlleres.
La datació és difícil. La torre mestra podria ser d'una època molt reculada, l'any 1000, amb alguns canvis posteriors.

## Sant Miquel del Castell de Castellvell
La capella de Sant Miquel del castell de Castellvell és situada arran de la cinglera, al costat de la torre del castell. La documentació més antiga data del s. XI però és possible que l'origen s'hagi de situar abans, al s X com el mateix castell. La capella es va abandonar com la fortalesa, és a dir, el s. XIII